# Temporadas de tifones del Pacífico en la década de 1860
Este artículo abarca las temporadas de tifones del Pacífico de la década de 1860. La lista está muy incompleta; La información sobre las primeras temporadas de tifones es irregular y se basa en gran medida en observaciones individuales de viajeros y barcos. No había registros completos mantenidos por una organización central en este momento temprano.

## Sistemas

### 1862
Un tifón azotó cerca de Hong Kong y mató a unas 80.000 personas.

### 1863
En 1863 hubo cuatro tifones en el Pacífico occidental. Un tifón en diciembre mató a 49 personas en Filipinas.

### 1864
Un tifón en 1864 azotó Hong Kong.

### 1865
En 1865 hubo 8 ciclones tropicales en el Pacífico occidental, 7 de los cuales fueron un tifón.

### 1866
Hubo 5 ciclones tropicales en el Pacífico occidental en 1866, 3 de los cuales fueron un tifón. Un tifón en junio mató a cinco personas y otro tifón en septiembre mató a cuatro personas.

### 1867
Hubo cinco tifones en el Pacífico occidental en 1867. Un tifón en septiembre mató a 1.800 personas cuando subió las aguas del Río del Abra.

### 1868
Hubo dos tifones en el Pacífico occidental en 1868.

### 1869
Hubo 3 ciclones tropicales en el Pacífico occidental en 1869, uno de los cuales fue un tifón.

## Efectos estacionales
| Nombre                  | Duración                    | Categoría       | Zonas afectadas                           | Fallecidos |
| ----------------------- | --------------------------- | --------------- | ----------------------------------------- | ---------- |
| Desconocido             | 1862                        | Tifón           | Hong Kong                                 | <80.000    |
| Desconocido             | 1863                        | Tifón           | Pacífico occidental                       |            |
| Desconocido             | 1863                        | Tifón           | Pacífico occidental                       |            |
| Desconocido             | 1863                        | Tifón           | Pacífico occidental                       |            |
| Desconocido             | 1863                        | Tifón           | Pacífico occidental                       |            |
| Desconocido             | diciembre de 1863           | Tifón           | Filipinas                                 | 49         |
| Desconocido             | 1864                        | Tifón           | Hong Kong                                 |            |
| Desconocido             | 1865                        | Ciclón tropical | Pacífico occidental                       |            |
| Desconocido             | 1865                        | Ciclón tropical | Pacífico occidental                       |            |
| Desconocido             | 1865                        | Ciclón tropical | Pacífico occidental                       |            |
| Desconocido             | 1865                        | Ciclón tropical | Pacífico occidental                       |            |
| Desconocido             | 1865                        | Ciclón tropical | Pacífico occidental                       |            |
| Desconocido             | 1865                        | Ciclón tropical | Pacífico occidental                       |            |
| Desconocido             | 1865                        | Ciclón tropical | Pacífico occidental                       |            |
| Desconocido             | 1865                        | Tifón           | Pacífico occidental                       |            |
| Desconocido             | 1866                        | Ciclón tropical | Pacífico occidental                       |            |
| Desconocido             | 1866                        | Ciclón tropical | Pacífico occidental                       |            |
| Desconocido             | 1866                        | Tifón           | Pacífico occidental                       |            |
| Desconocido             | junio de 1866               | Tifón           | Pacífico occidental                       | 5          |
| Desconocido             | septiembre de 1866          | Tifón           | Pacífico occidental                       | 4          |
| Desconocido             | 1867                        | Tifón           | Pacífico occidental                       |            |
| Desconocido             | 1867                        | Tifón           | Pacífico occidental                       |            |
| Desconocido             | 1867                        | Tifón           | Pacífico occidental                       |            |
| Desconocido             | 1867                        | Tifón           | Pacífico occidental                       |            |
| Angela                  | 20-26 de septiembre de 1867 | Tifón           | Pacífico occidental                       |            |
| Desconocido             | 1868                        | Tifón           | Pacífico occidental                       |            |
| Desconocido             | 1868                        | Tifón           | Pacífico occidental                       |            |
| Desconocido             | 1869                        | Ciclón tropical | Pacífico occidental                       |            |
| Desconocido             | 1869                        | Ciclón tropical | Pacífico occidental                       |            |
| Desconocido             | 1869                        | Tifón           | Pacífico occidental                       |            |
| Agregados de temporadas |                             |                 |                                           |            |
| 30                      | 1862-1869                   |                 | Hong Kong, Filipinas, Pacífico Occidental | <81.859    |

## Nombres de tormentas
- Angela